# Aglossa brabanti
Aglossa brabanti is een vlinder uit de familie snuitmotten (Pyralidae). De wetenschappelijke naam is voor het eerst geldig gepubliceerd in 1884 door Ragonot.
De soort komt voor in Europa.